# Куньголово
Ку́ньголово (фин. Kuninkala) — деревня в Форносовском городском поселении Тосненского района Ленинградской области.

## История
На шведской «Генеральной карте провинции Ингерманландии» 1704 года упоминается как деревня Kunningala.
Как деревня Куннингула она обозначена на «Географическом чертеже Ижорской земли» Адриана Шонбека 1705 года.

КУТТОЛОВО — деревня при мызе Новолисинской, принадлежит наследникам графа Буксгевдена, число жителей по ревизии: 33 м. п., 44 ж. п. (1838 год)

На картах Ф. Ф. Шуберта 1844 года и С. С. Куторги 1852 года она упоминается как деревня Куньгалово.
На этнографической карте Санкт-Петербургской губернии П. И. Кёппена 1849 года она обозначена как деревня «Kuningala», расположенная в ареале расселения эвремейсов. Однако, в пояснительном тексте к этнографической карте, ингерманландское население деревни, записанной как Kuningala (Куттолово, Кунголово, Кунгелово), указано весьма незначительное: 6 м. п., 1 ж. п., всего 7 человек.

КУНГЕЛЕВО — деревня господина Вонлярлярского, по просёлочной дороге, число дворов — 17, число душ — 57 м. п. (1856 год)

КУНЬГЕЛОВО — деревня владельческая при колодцах, число дворов — 14, число жителей: 56 м. п., 73 ж. п. (1862 год)

В 1879 году деревня Куньгалово насчитывала 16 дворов.
- План деревни Куньголово. 1885 год

В 1885 году деревня называлась Куньгалова и насчитывала 25 крестьянских дворов.
В конце XIX — начале XX века деревня административно относилась к 1-му стану Царскосельского уезда Санкт-Петербургской губернии. По приходским данным население деревни было смешанным — финско-русским.
В 1913 году деревня Куньгелово насчитывала 32 двора.
К 1917 году, согласно «Военно-топографической карте Петроградской Губернии», в деревне Куньгалова осталось 18 дворов.
С 1917 по 1922 год деревня Куньголово входила в состав Кайболовского сельсовета Лисинской волости Детскосельского уезда.
С 1922 года в составе Кайболовского сельсовета.
С 1923 года в составе Троцкого уезда.
С 1924 года в составе Погинского сельсовета.
Согласно данным переписи населения СССР 1926 года в деревне Куньголово проживали 218 человек — большинство русские, а также финны.
С 1927 года в составе Детскосельского района.
В 1928 году население деревни составляло 178 человек.
С 1930 года в составе Тосненского района.
- План деревни Куньголово. 1931 год

Согласно топографической карте 1931 года деревня называлась Куньгелово и насчитывала 50 дворов.
По данным 1933 года деревня называлась Куньголово и входила в состав Погинского финского национального сельсовета Тосненского района.
- План деревни Куньголово. 1939 год

Согласно топографической карте выпуска 1939 года деревня насчитывала 29 дворов.
Деревня была освобождена от немецко-фашистских оккупантов 27 января 1944 года.
С 1965 года в составе Фёдоровского сельсовета. В 1965 году население деревни Куньголово составляло 24 человека.
По данным 1966 и 1973 годов деревня также находилась в составе Фёдоровского сельсовета.
По данным 1990 года деревня Куньголово входила в состав Новолисинского сельсовета.
В 1997 году в деревне Куньголово Новолисинской волости проживали 2 человека, в 2002 году — 4 человека (русские — 25 %, белорусы — 75 %).
В 2007 году в деревне Куньголово Форносовского ГП — 3 человека.

## География
Деревня расположена в северо-западной части района на автодороге 41К-170 (Поги — Новолисино), к юго-востоку от административного центра поселения — посёлка Форносово.
Расстояние до административного центра поселения — 9,5 км.
Расстояние до ближайшей железнодорожной станции Новолисино — 10 км.

## Демография
| 1862 | 2007 | 2010 | 2017 |
| ---- | ---- | ---- | ---- |
| 129  | ↘3   | →3   | ↘1   |

## Инфраструктура
Между деревнями Куньголово и Еглизи расположен официальный полигон твердых бытовых отходов «Куньголово».
К югу от деревни расположена военная часть 33020.